# Elena Rosell
Elena Rosell Aragón (Valencia, 30 aprile 1986) è una pilota motociclistica spagnola ritiratasi dall'attività agonistica.

## Carriera

### Gli inizi
Dopo aver intrapreso la carriera motociclistica nel 1999 e dopo aver corso in differenti serie minori, nel 2005 esordisce nel campionato spagnolo nella classe Supersport, mentre nel 2006 le apparizioni in gara sono limitate alla 24 Ore di Catalogna per mancanza di sponsor; tra il 2007 e il 2008 partecipa ad alcune prove del campionato europeo Suzuki 750, debutta in seguito nella Kawasaki Ninja Cup 600, finendo in seconda posizione ad Albacete, e vince sullo stesso tracciato una prova valida per il titolo europeo femminile 600cc. Nel 2009 partecipa stabilmente alla Ninja Cup, che conclude al 4º posto in classifica, vincendo la sua prima gara nel CEV sempre ad Albacete e diventando così la prima donna a imporsi in una prova del campionato spagnolo. Nel 2010 passa alla classe Stock Extreme, finendo in 17ª piazza assoluta e all'ottava tra i piloti privati, e vi rimane anche l'anno dopo, quando si colloca rispettivamente 11ª e 5ª nelle due graduatorie, passando a metà della stagione alla classe Moto2 nazionale.

### Motomondiale
Sempre nel 2011 debutta nel motomondiale, sostituendo in Moto2 l'infortunato Julián Simón del team Mapfre Aspar, nel Gran Premio d'Olanda; manca la qualificazione alla gara. Nel Gran Premio d'Aragona corre come wildcard, arrivando 33ª, mentre sempre come wild card nel GP della Comunità Valenciana conclude la gara al 25º posto. Nel 2012 partecipa come pilota titolare nella stessa classe correndo per il team QMMF Racing, dapprima con una Moriwaki MD600 e dal Gran Premio della Repubblica Ceca con una Speed Up S12. Non ottiene punti.
Terminata la propria carriera agonistica si cimenta in gare di trekking, sia in Mountain Bike che a piedi.

## Risultati nel motomondiale
| 2011 | Classe | Moto  |  |  |  |  |  |  |    |  |  |    |  |  |  |    |  |  |  |    | Punti | Pos. |
| ---- | ------ | ----- |  |  |  |  |  |  | -- |  |  | -- |  |  |  | -- |  |  |  | -- | ----- | ---- |
| 2011 | Moto2  | Suter |  |  |  |  |  |  | NQ |  |  | NE |  |  |  | 33 |  |  |  | 25 | 0     |      |

| 2012 | Classe | Moto                |    |     |    |     |    |    |    |     |     |    |     |    |     |    |    |    |    |     | Punti | Pos. |
| ---- | ------ | ------------------- | -- | --- | -- | --- | -- | -- | -- | --- | --- | -- | --- | -- | --- | -- | -- | -- | -- | --- | ----- | ---- |
| 2012 | Moto2  | Moriwaki e Speed Up | 29 | Rit | 26 | Rit | 25 | 30 | 24 | Rit | Rit | NE | Rit | 26 | Rit | 26 | 26 | 19 | 23 | Rit | 0     |      |

| Legenda | 1º posto        | 2º posto            | 3º posto            | A punti      | Senza punti        | Grassetto – Pole position Corsivo – Giro più veloce |
| Legenda | Gara non valida | Non qual./Non part. | Ritirato/Non class. | Squalificato | '-' Dato non disp. | Grassetto – Pole position Corsivo – Giro più veloce |